# Auguste Perret
Auguste Perret (Bruxelas, 12 de fevereiro de 1874 – 25 de fevereiro de 1954) foi um arquiteto francês. Abandonou a carreira no instituto de Belas Artes para trabalhar com o pai, que possuía uma empresa de construções. Ele foi nfluenciado por Auguste Choisy (“Os estilos não surgiram por modismo, mas em consequência de avanços nas técnicas de construção”) e Paul Cristophe (“O concreto armado e suas aplicações”). Inicialmente, usava o concreto armado, no estilo gótico, em
arquitetura de vigas e enchimentos.
Depois de 1903, passou a ver a moldura estrutural como a expressão fundamental da forma construída. Desenvolveu interessantes soluções estruturais em concreto armado, porém utilizava tratamentos arquitetônicos neoclássicos ou art-nouveau. Ele foi responsável pela reconstrução do centro histórico da cidade de Le Havre, que a partir de 2005, passou a fazer parte da lista do Património Mundial da Humanidade, da UNESCO.